# Táurica

Norte del mar Negro, con la ubicación del «Quersoneso Táurico» y las colonias griegas que se establecieron en la zona en la Antigüedad.

Táurica (griego: Ταυρις, Ταυριδα Tauris, Taurida; latín: Taurica), también llamada Tauris, Táuride o Quersoneso Táurico, era el nombre con que eran conocidos la península de Crimea y sus territorios adyacentes en la Antigüedad clásica.
En el siglo XIX el Imperio ruso recuperó el nombre clásico al crear la Gubernia de Táurida, una provincia que existió entre 1802 y 1917 y que durante la guerra civil rusa se transformó, efímeramente, en la República Soviética Socialista de Táurida.

## Etimología del nombre
El nombre que le dieron los griegos a esta región proviene de sus habitantes, los tauros. Como los tauros vivían únicamente en las regiones del sur de Crimea, el nombre de Tauris se aplicaba sólo a esta parte del sur, pero más tarde se extendió el nombre a toda la península.
En ocasiones, el nombre de Táurica hace referencia al Quersoneso Táurico. Es el nombre griego de la «península Táurica» (Quersoneso significa literalmente 'península'). Esta variante del nombre no debe ser confundida con el de la ciudad de Quersoneso.

## Tauris en la mitología griega
Según las antiguas leyendas griegas, Tauris es el lugar al cual fue enviada Ifigenia tras ser rescatada por Ártemis del sacrificio humano al que la quería someter su padre Agamenón. La diosa convirtió a la joven princesa en sacerdotisa del Templo de Artemisa. Allí fue obligada por el rey tauro Toante a sacrificar a cualquier extranjero que llegara a tierra. 
Este mito inspiró la tragedia de Eurípides Ifigenia en Táuride, que posteriormente inspiró varias óperas.

## Cronología
Táurica estuvo habitada por varios pueblos. Las regiones del interior estuvieron pobladas por los escitas y la costa montañosa del sur por los tauros, una rama de los cimerios.
Los colonos griegos vivían en varias colonias establecidas a lo largo de la costa de la península, como Quersoneso (colonia doria), cerca de la moderna Sebastopol y Eupatoria.
Los atenienses establecieron una colonia fundada por Gilón, abuelo materno de Demóstenes. La colonia de Quersoneso (inicialmente Megarice) fue fundada por los dorios de Heraclea Póntica —que a su vez era colonia de Megara— hacia la mitad del siglo V a. C.
En el siglo II la parte oriental de Táurica pasó al Reino del Bósforo, antes de que este fuese incorporado al Imperio romano en el siglo I. Sus últimos reyes aún gobernaban en el siglo IV cuando fue ocupada por los hunos, una parte de los cuales aún vivían allí en el siglo VI.
A los hunos les sucedieron los godos y otros pueblos, hasta que en tiempos de Justiniano el Imperio bizantino impuso su dominio, que duró hasta la invasión de los mongoles. Después se establecieron los genoveses, quienes fundaron diversas colonias.
La tierra de Táurica fue descrita por Heródoto en su Historia, libro IV, 99–100 y 103.
La denominación de Táurica cayó en desuso al instalarse en el territorio los tártaros, de cuyo idioma deriva el nombre moderno de Crimea. La palabra «Crimea» proviene del nombre tártaro de Crimea Qırım, del griego Krimeia (Κριμαια).

## Táurida en la época contemporánea
Cuando el Kanato de Crimea pasó a formar parte del Imperio ruso se recuperó el nombre clásico, formándose la provincia o Gubernia de Táurida (1802-1917), cuyo territorio comprendía, además de la península de Crimea, la parte continental entre el río Dniéper y las costas del mar Negro y el mar de Azov. En recompensa por la conquista del Kanato la emperatriz Catalina II de Rusia otorgó a Grigori Potiomkin el título de Príncipe de Táurida, quien se hizo construir el Palacio de Táurida en San Petersburgo.
En 1918, durante la guerra civil rusa, los bolcheviques instauraron en la Gubernia de Táurida la efímera República Soviética Socialista de Táurida (en ruso: Советская Социалистическая Республика Тавриды — Sovétskaya Sotsialistícheskaya Respúblika Tavridy). Tras la Guerra Civil, el territorio de la antigua Gubernia quedó repartido dentro de la Unión Soviética: el territorio peninsular, como RASS de Crimea, pasó a la RSFS de Rusia y las porciones continentales quedaron como parte de RSS de Ucrania (y que actualmente corresponden a los óblasts ucranianos de Jersón y Zaporizhia).

## Uso moderno del nombre
Desde 1921 los nombres de Táurica, Táuride o Táurida no tiene estatus oficial en Crimea y sólo se emplean en contexto histórico. Sin embargo, algunas instituciones lo usan, como la Universidad Nacional Táurida —principal universidad de Crimea— o el club de fútbol SC Tavriya Simferopol.